# Мухаммадбаев, Сейид Азимбай
Сейи́д Азимба́й Мухаммадба́ев  — ташкентский купец, караван-боши, купеческий старшина, основатель крупной строительно-подрядной фирмы в Ташкенте, почётный потомственный гражданин, общественный деятель времени формирования новой администрации Туркестанского края, председатель «махкама» — специального органа ташкентского самоуправления, созданного в 1866 году для решения различных вопросов внутренней жизни местного населения в соответствии с местными обычаями.

## Биография
Сейид Азимбай занимался в середине XIX века торговлей с Россией, водил караваны из Ташкента в Россию. Во время неоднократного посещения пограничного города Троицка изучил русский язык и, познакомившись с европейскими порядками и идеями, стал ратовать за прогресс и превратился в решительного противника рабства. Сейид Азимбай по собственной инициативе отпустил всех своих рабов на волю, и его примеру последовали и некоторые другие купцы Ташкента.

## Роль Сейид Азимбая в отмене института рабства в Ташкенте
Сразу после завоевания Ташкента войсками Российской империи в 1865 году одним из мероприятий новой власти была полная и безоговорочная отмена института рабства.
Вот как рассказывает об этом очевидец, Мухаммад Салих Кары, уникальная рукопись которого под названием «Новая история Ташкента» хранится в Институте востоковедения Академии наук Узбекистана:

«Знати вилайета сообщили, чтобы они собрались около хауза Калян в кухне Урды. Арбобы, купцы, казы-калян, улема и другие пришли и стали на берегу хауза. В это время пришел сюда Черняев и сказал: „Так как во всяком доме или дворце, будь то богатый или бедный, имеется гулям или мушта и раб, будь он куплен или получен по наследству, то, чтобы доставить удовольствие падишаху Петербурга, пусть владельцы их всех отпустят на волю“ — и дал на размышление два часа.
…

Присутствующие разбились на группы по три-пять человек и начали обсуждать услышанное… „… Освобождение по приказанию другого — это насилие, … ущерб государству и всем людям полный убыток“, — так сказали законоведы.
…

В это время один, по имени Сейид Азим сын Мухаммада, из группы купцов встал и подошел к группе улемов. Смиренно сложив руки на груди, он вежливо сказал: „Эй, мураджане веры мусульманской! Я надеюсь получить от вас разрешение одного вопроса. Эти люди являются купцами и торговцами и не понимают подобного рода блага государству. По моему предложению они сочли нужным дать отпускную именем этого города Ташкента рабам и рабов своих освободили, и доброе имя этим купцам останется. Я сделал благоразумно?“.
…

А улемы и фазилы отвели Сейида Азима в уголок собрания, скрыв его от взглядов посторонних, сказали: „Разве тебе мало, что вы причиной разрушения этого вилайета сделались?..“
…

… Однако, утаив своё озлобление против купечества, они при выходе Черняева за ответом все хором ответили, что все согласились отпустить именем города всех рабов на свободу».
…

— Мухаммад Салих Кары. «Новая история Ташкента», рукопись. Ташкент, Институт востоковедения Академии наук Узбекистана.
Рабство в Ташкенте с этого момента было официально уничтожено, а отпущенным рабам была предоставлена земля для поселения за чертой существовавшего на тот момент города (в районе нынешнего жилого массива «Каракамыш»).
Позиция купеческого старшины Сейида Азимбая в вопросе об отмене рабства выдвинула его в первые ряды общественных деятелей среди представителей местного населения Ташкента. Он был избран председателем махкама — специального органа ташкентского самоуправления, созданного в 1866 году для решения различных вопросов внутренней жизни местного населения Ташкента.
В марте 1867 года Сейид Азимбай во время посещения Санкт-Петербурга был представлен императору Александру II и пожалован званием потомственного почетного гражданина
Старший сын Сейид Азимбая — Сейид Карим Сейидазимбаев в 1907 году основал в Ташкенте первую специализированную коммерческую газету «Туджар» («Купец») на узбекском языке и был депутатом городской Думы Ташкента и вместе с братом Сейидом Гани возглавлял крупную строительно-подрядную фирму в Ташкенте.
Умер Сейид Азимбай в 1880-е годы.